# Vicia montbretii
Vicia montbretii är en ärtväxtart som beskrevs av Fisch. och Carl Anton von Meyer. Vicia montbretii ingår i släktet vickrar, och familjen ärtväxter. Inga underarter finns listade i Catalogue of Life.